# 久世久宝
久世 久宝（くぜ きゅうほう）は陶芸作家。

## 初代
1920年頃　裏千家十三代圓能斎より久宝の雅号を与えられ初代・久世久宝となる。

## 二代
1948年（昭和23年）久世柳子が二代・久世久宝を襲名。
京都伝統陶芸家協会会員。

## 三代
1930年（昭和5年）京都府に生まれる。本名、久世智子。京都の菊花高等女学校を卒業後、家業てある陶芸の道を歩む。1974年（昭和49年）三世を襲名。京都伝統陶芸家協会会員。

## 四代
1939年（大正14年）茂、京都に生まれる。立命館大学卒業後、久世家に入り、二代・久世久宝に師事する。1987年（昭和62年）四代・久世久宝を襲名。京都伝統陶芸家協会会員。仁清写色絵付、青金襴手、染付などを手がける。
2006年（平成16年）９月死去。

## 五代
四代久世久宝の急逝後、三代久宝の智子が五代久宝を襲名する。
2014年死去。